# 丸山仁也
丸山 仁也（まるやま ひとなり、1942年4月21日 - ）は、日本のアルペンスキーヤー。 長野県出身。慶應義塾大学文学部卒業。妻は大杖美保子。義弟（妻の弟）は大杖正彦。
1968年グルノーブルオリンピックで男子滑降に出場した。

## 参照資料
1. ↑  “Hitonari Maruyama Olympic Results”.  Sports Reference LLC. 2020年4月17日時点のオリジナルよりアーカイブ。2018年3月15日閲覧。